# Buch (Áustria)
Buch é um município da Áustria, situado no distrito de Bregenz, no estado de Vorarlberg. Tem 6,14 km² de área e sua população em 2019 foi estimada em 606 habitantes.